# Pavel Golia
Pavel Golia (Trebnje, 10 aprile 1887 – Lubiana, 15 agosto 1959) è stato un poeta e drammaturgo sloveno.

## Biografia

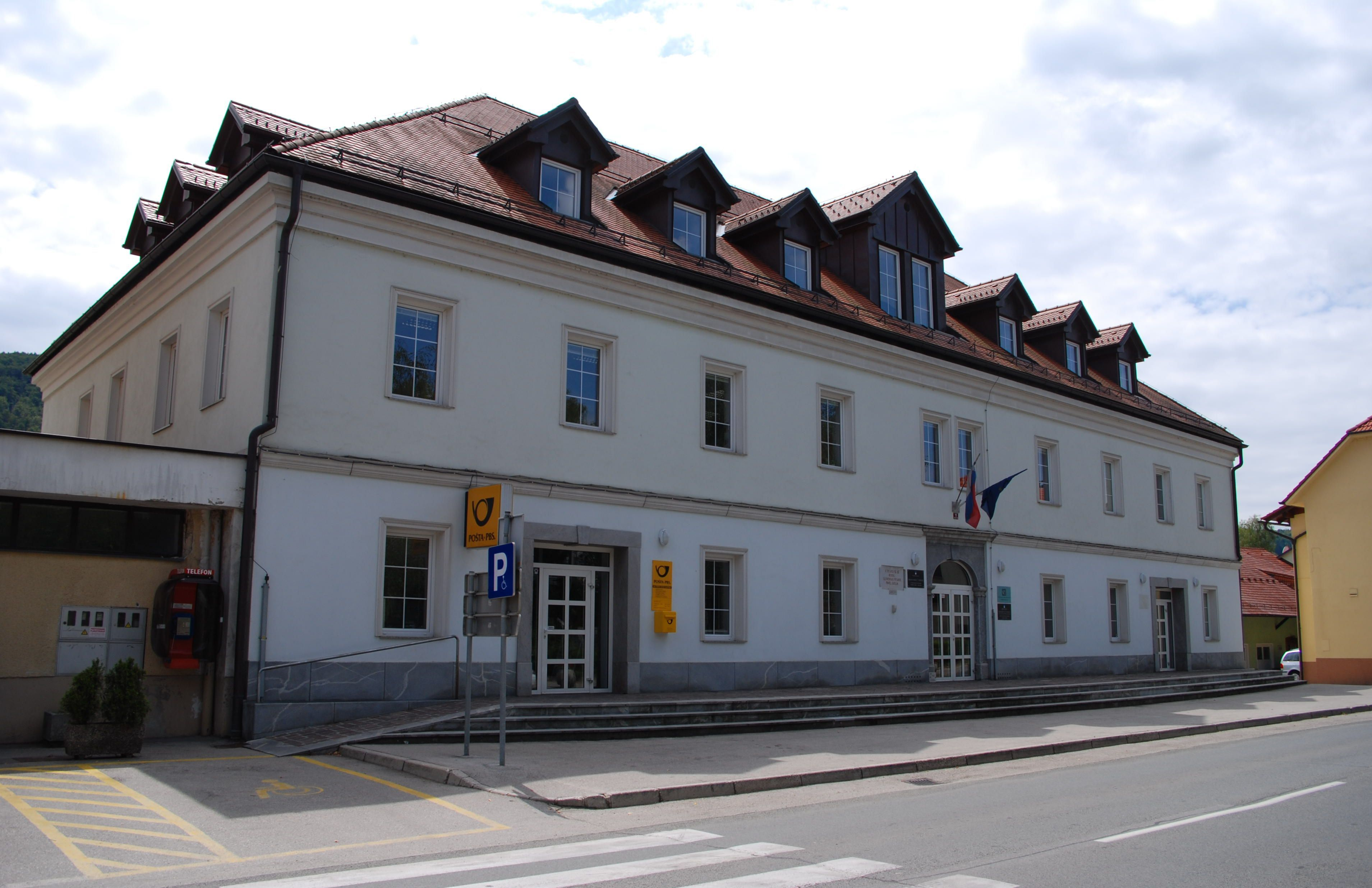
La casa natale di Pavel Golia a Trebnje

Partecipò come ufficiale dell'esercito austro-ungarico alla prima guerra mondiale, e la sua vita ricevette una svolta quando passò dalla parte dei russi.
A Mosca svolse l'attività di giornalista, ma ebbe soprattutto modo di frequentare il teatro di Konstantin Stanislavskij, appassionandosi piano piano a questa espressione artistica, così quando rientrò in patria incominciò ad elaborare alcuni drammi e vari lavori adatti ai bambini.
Ottenne anche numerosi incarichi direttivi in alcuni teatri di Lubiana e di Belgrado.
La sua prima raccolta di liriche si intitolò Alkohol ("Alcool", 1914), scritta nel 1908 e pubblicata sei anni più tardi. Secondo l'opinione del critico e storico letterario Igor Grdina, Golia fu un poeta intimista che si occupò prevalentemente di problematiche sociali serie e gravi, oltre a descrivere persone devianti rispetto alla normalità.
Nel suo primo dramma, Bojisce ("Campo di battaglia", 1915), manifestò tutta la sua disperazione per le devastazioni della prima guerra mondiale; in Pesmi o zlatolaskah ("Canti sulle donne dalle chiome d'oro", 1921) focalizzò la sua attenzione su tematiche sociali come la prostituzione; in Vecerna pesmarica ("Canzoniere serotino", 1921) si convertì alla lirica elogiaca; Pesmi ("Canti", 1936) fu incentrata su un bilancio autobiografico della propria vita.
Nel 1951 pubblicò una raccolta lirica intitolata Izabrane pesmi ("Canti scelti"), con la quale presentò vari temi dedicati alla resistenza ai tempi della seconda guerra mondiale.
Per quanto riguarda la letteratura per l'infanzia, il suo primo lavoro fu Peterčkove poslednje sanje: božična povest v štirih slikah s prologom ("L'ultimo sogno di Peter: un'opera natalizia in quattro atti con un prologo") nel 1923. Le sue opere più celebri furono Princeska in pastirček ("Il principe e Shepherd"), Jurček ("Piccolo Giorgio"), Srce igrač ("Il cuore di Toys"), Uboga Ančka ("Povera piccola Anna").
Le caratteristiche salienti di Golia furono una nota costante di amarezza, causata dal rimpianto per il trascorrere del tempo e per la perdita di alcune occasioni fondamentali avvenuta durante la sua vita, oltreché per i dubbi angoscianti riguardanti il futuro.
Lo scrittore, dimostrandosi deluso, esaltò gli effetti benefici dell'alcool, che «aiuta tutti», e soprattutto la quiete che procura la morte.

## Omaggi
- La città di Trebnje celebra il 10 aprile il "Memorial Day" in omaggio a Pavel Golia.[5]

- La Biblioteca di Trebnje porta il suo nome.[5]

## Opere principali

### Poesie
- O Ester - o Renée : izbrane pesmi, Maribor, 1997;
- Pesmi o zlatolaskah, Slovenska Matica, Lubiana, 1921;
- Večerna pesmarica, Slovenska Matica, Lubiana, 1921;
- Pesmi, Akademska založba Lubiana, 1936;
- Izbrane pesmi, Lubiana, 1951;
- Gospod Baroda in druge ljudske pesmi, Mladinska knjiga, 1966.

### Drammi
- Dobrudža, 1915;
- Kralj brezpravnih, 1928;
- Kulturna prireditev v Črni mlaki, Lubiana, 1933;
- Bratomor na Metavi, 1935.

### Opere per l'infanzia
- Petrčkove poslednje sanje, 1921;
- Triglavska bajka, 1926;
- Jurček, 1932;
- Srce igračk, 1932;
- Uboga Ančka, 1935;
- Sneguljčica, 1938;
- Igre, Lubiana, 1953;
- Pesmi in igre za mladino, Mladinska knjiga, 1985.